# S Normae
S Normae är en pulserande variabel  av Delta Cephei-typ (DCEP) i stjärnbilden Vinkelhaken.
Stjärnan varierar mellan visuell magnitud +6,12 och 6,77 med en period av 9,75411 dygn.